# Patinage de vitesse aux Jeux olympiques de 2018 - 1 000 mètres femmes
Navigation
Sotchi 2014 Pékin 2022
Le 1 000 mètres féminin de patinage de vitesse aux Jeux olympiques d'hiver de 2018 a lieu le 14 février 2018 à 19 heures à l'Ovale de Gangneung. C'est la 17e fois que l'épreuve est disputé.

## Médaillés
| Or                         | Argent              | Bronze              |
| Jorien ter Mors (Pays-Bas) | Nao Kodaira (Japon) | Miho Takagi (Japon) |

## Résultats
| Rang                                | Couple | Ligne | Nom                    | Nationalité        | Temps         | Retard   | Notes |
| ----------------------------------- | ------ | ----- | ---------------------- | ------------------ | ------------- | -------- | ----- |
| Médaille d'or, Jeux olympiques      | 12     | I     | Jorien ter Mors        | Pays-Bas           | 1 min 13 s 56 | —        |       |
| Médaille d'argent, Jeux olympiques  | 15     | O     | Nao Kodaira            | Japon              | 1 min 13 s 82 | + 0 s 26 |       |
| Médaille de bronze, Jeux olympiques | 14     | I     | Miho Takagi            | Japon              | 1 min 13 s 98 | + 0 s 42 |       |
| 4                                   | 12     | O     | Brittany Bowe          | États-Unis         | 1 min 14 s 36 | + 0 s 80 |       |
| 5                                   | 15     | I     | Vanessa Herzog         | Autriche           | 1 min 14 s 47 | + 0 s 91 |       |
| 6                                   | 16     | I     | Marrit Leenstra        | Pays-Bas           | 1 min 14 s 85 | + 1 s 29 |       |
| 7                                   | 14     | O     | Karolína Erbanová      | République tchèque | 1 min 14 s 95 | + 1 s 39 |       |
| 8                                   | 16     | O     | Heather Bergsma        | États-Unis         | 1 min 15 s 15 | + 1 s 59 |       |
| 9                                   | 4      | I     | Ireen Wüst             | Pays-Bas           | 1 min 15 s 32 | + 1 s 76 |       |
| 10                                  | 7      | O     | Ida Njåtun             | Norvège            | 1 min 15 s 43 | + 1 s 87 |       |
| 11                                  | 11     | O     | Zhang Hong             | Chine              | 1 min 15 s 67 | + 2 s 11 |       |
| 12                                  | 11     | I     | Natalia Czerwonka      | Pologne            | 1 min 15 s 77 | + 2 s 21 |       |
| 13                                  | 10     | I     | Arisa Go               | Japon              | 1 min 15 s 84 | + 2 s 28 |       |
| 14                                  | 13     | I     | Hege Bøkko             | Norvège            | 1 min 15 s 98 | + 2 s 42 |       |
| 15                                  | 9      | I     | Gabriele Hirschbichler | Allemagne          | 1 min 16 s 03 | + 2 s 47 |       |
| 16                                  | 9      | O     | Park Seung-hi          | Corée du Sud       | 1 min 16 s 11 | + 2 s 55 |       |
| 17                                  | 5      | I     | Yu Jing                | Chine              | 1 min 16 s 36 | + 2 s 80 |       |
| 18                                  | 7      | I     | Kim Hyun-yung          | Corée du Sud       | 1 min 16 s 36 | + 2 s 80 |       |
| 19                                  | 2      | O     | Nikola Zdráhalová      | République tchèque | 1 min 16 s 43 | + 2 s 87 |       |
| 20                                  | 13     | O     | Huang Yu-ting          | Taipei chinois     | 1 min 16 s 44 | + 2 s 88 |       |
| 21                                  | 6      | I     | Tian Ruining           | Chine              | 1 min 16 s 69 | + 3 s 13 |       |
| 22                                  | 8      | O     | Angelina Golikova      | Russie (OAR)       | 1 min 16 s 85 | + 3 s 29 |       |
| 23                                  | 8      | I     | Kaylin Irvine          | Canada             | 1 min 16 s 90 | + 3 s 34 |       |
| 24                                  | 6      | O     | Yekaterina Aydova      | Kazakhstan         | 1 min 17 s 09 | + 3 s 53 |       |
| 25                                  | 10     | O     | Heather McLean         | Canada             | 1 min 17 s 25 | + 3 s 69 |       |
| 26                                  | 5      | O     | Judith Dannhauer       | Allemagne          | 1 min 17 s 41 | + 3 s 85 |       |
| 27                                  | 3      | O     | Francesca Bettrone     | Italie             | 1 min 17 s 83 | + 4 s 27 |       |
| 28                                  | 3      | I     | Jerica Tandiman        | États-Unis         | 1 min 18 s 02 | + 4 s 46 |       |
| 29                                  | 2      | I     | Karolina Bosiek        | Pologne            | 1 min 18 s 53 | + 4 s 97 |       |
| 30                                  | 4      | O     | Yvonne Daldossi        | Italie             | 1 min 19 s 33 | + 5 s 77 |       |
| 31                                  | 1      | I     | Michelle Uhrig         | Allemagne          | 1 min 20 s 81 | + 7 s 25 |       |